# Eremisca orientalis
Eremisca orientalis là một loài ruồi trong họ Asilidae. Eremisca orientalis được Lehr miêu tả năm 1972. Loài này phân bố ở vùng Cổ Bắc giới và châu Á.